# Коломбара Флорио (Бреша)
Коломбара Флорио је насеље у Италији у округу Бреша, региону Ломбардија.
Према процени из 2011. у насељу је живело 32 становника. Насеље се налази на надморској висини од 125 м.